# Desmontador (arma)

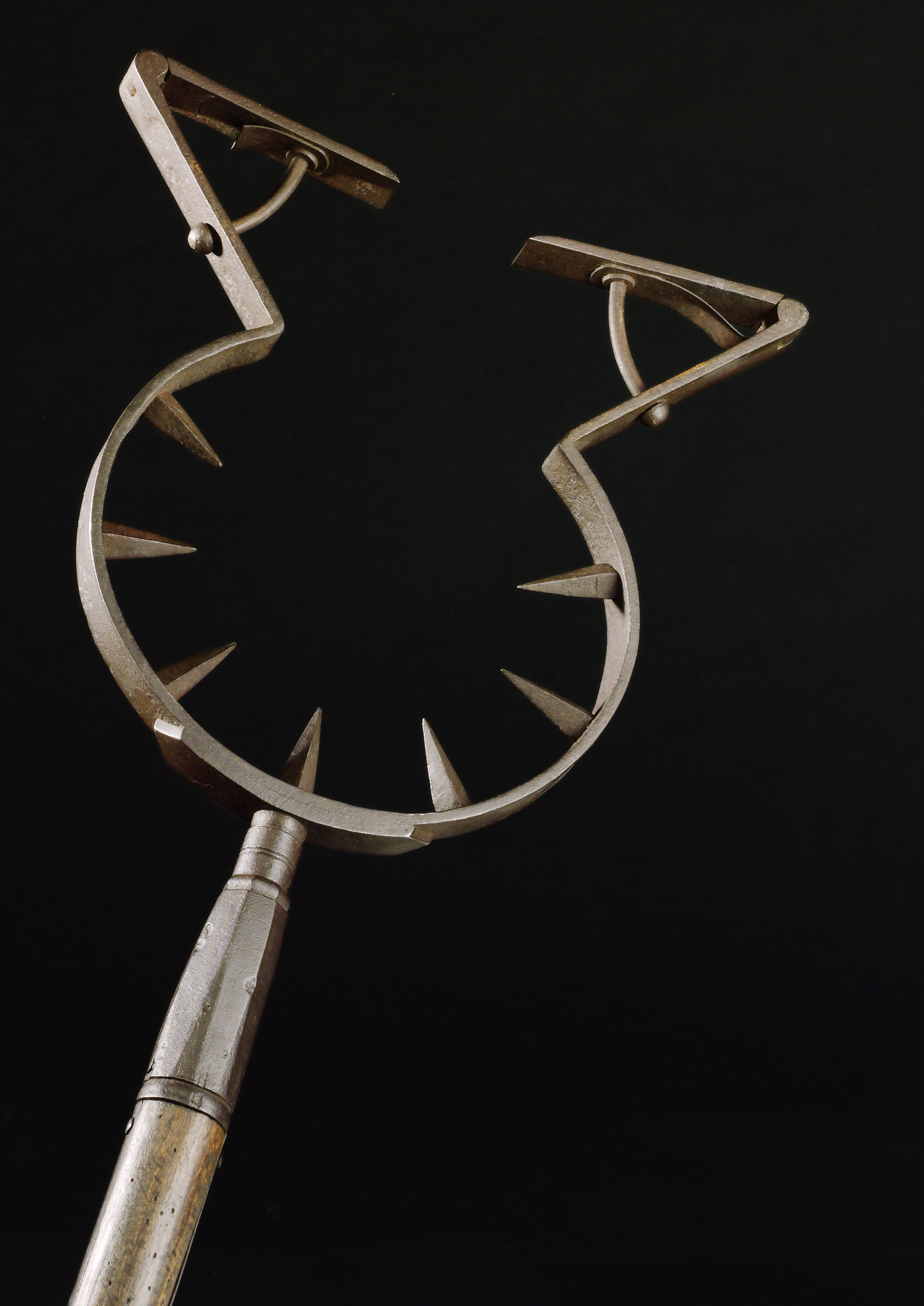
Desmontador alemão do séc. XVII

O desmontador ou derrubador é uma arma de haste medieval, não-letal, mormente utilizada de feição a capturar o alvo, geralmente cavaleiros, pelo pescoço, de maneira a atirá-lo da cavalgadura abaixo (o chamado acto de «desarçonar»). Foi usada durante o período medieval, tendo conhecido pontual utilização até ao séc. XVIII.

## Feitio

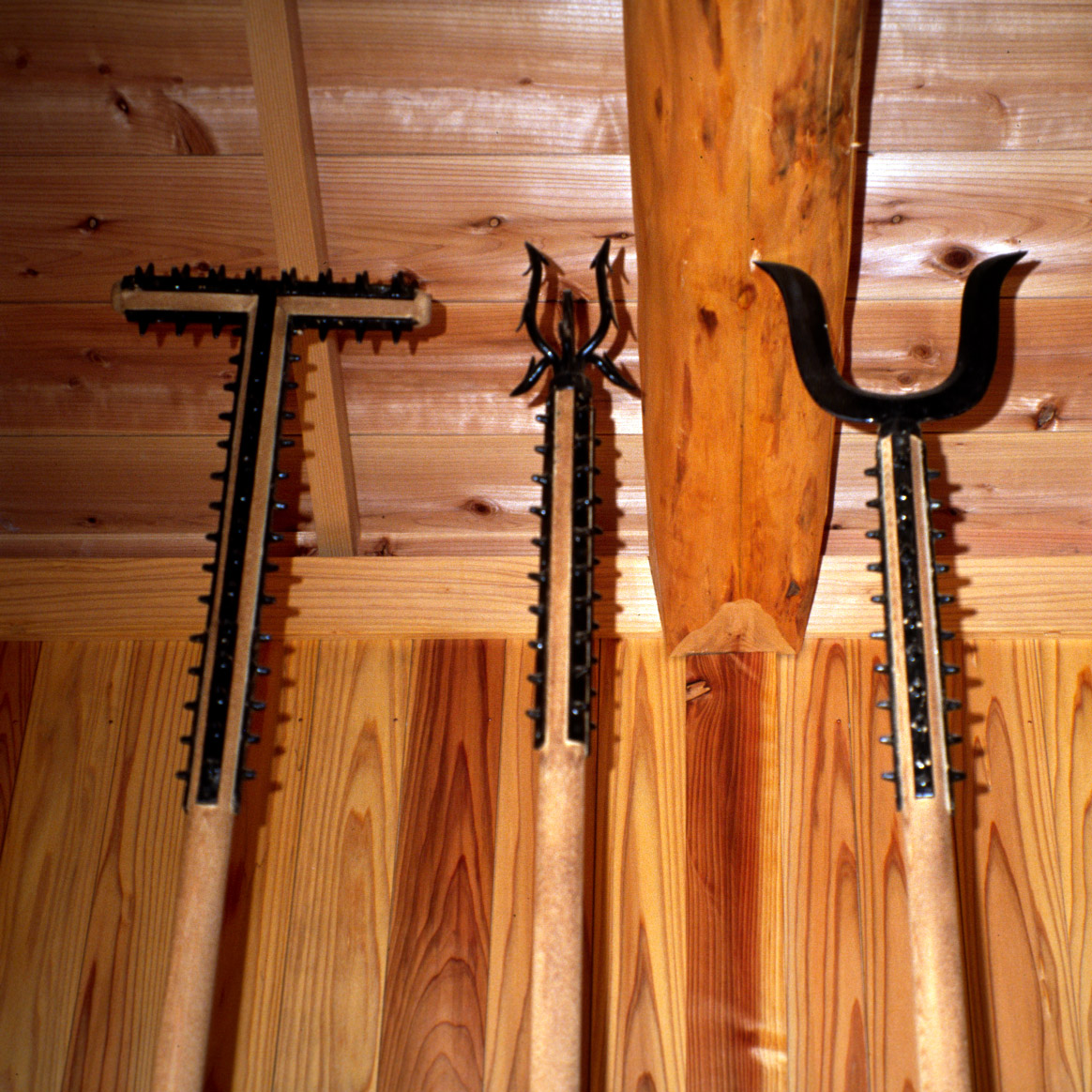
Derrubadores japoneses

No que respeita à sua configuração, o desmontador consistia numa haste (um cabo de madeira) que encabava em dois dentes metálicos semicirculares ou em forma de V, seguros pelas pontas por uma mola, de maneira a formar um anel ou coleira que cingia o adversário pelo pescoço ou, nalguns exemplares adaptados, pelo tronco, pelas pernas ou pelos braços, de maneira a imobilizá-lo.
Por vezes, encontrava-se guarnecida de espigões e puas, na parte de dentro do anel, que se cravavam no pescoço do cavaleiro, por molde a desencorajá-lo de tentar resistir contra a sua captura, sob risco de se ferir gravemente.
Os feitios dos derrubadores alternavam consoante o país.

## Uso
Em França e em vários pontos da Europa Central do século XIV, o uso do derrubador popularizou-se no âmbito das ciladas e raptos de fidalgos e cavaleiros, porquanto se podiam tirar rendosos proveitos dos resgates exigidos aos familiares e suseranos dos reféns.
Nas crónicas de Jean Froissart, de 1388, faz-se exactamente uma denúncia a esse tipo de práticas criminosas, em que os raptores usavam este tipo de implementos, que em francês medieval davam pelo nome de désarçonneurs.   
Como reacção começaram a surgir armaduras com gorjal e outras protecções de pescoço, por molde a dar algum resguardo aos cavaleiros. Porém, os derrubadores, com o tempo também se foram adaptando, passando a servir-se, como contra-reacção, de puas e espigões no interior do anel que encoleira o cavaleiro, de modo a perfurar a armadura e a segurar a vítima mais firmemente.
Ulteriormente, os derrubadores continuaram a ser usados, na Prússia do séc. XVIII, se bem que já não às mãos de marginais, mas antes como instrumento de captura de desertores e foragidos da lei, graças à feição não-letal desta arma, que permitia submeter o alvo sem o matar.